# Hesperastragalus nigrescens
Hesperastragalus nigrescens là một loài thực vật có hoa trong họ Đậu. Loài này được (Nutt.) A. Heller mô tả khoa học đầu tiên năm 1923.